# Michael Anzengruber

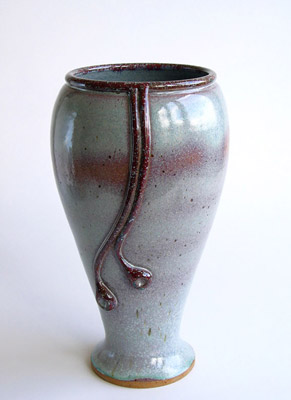
Vas i keramik av Michael Anzengruber

Michael Claudius Anzengruber, född 1944 i Wien, är en svensk keramiker, sedan 1972 bosatt och verksam i Vallentuna.
Michael Anzengruber arbetar med stengods, bruksföremål och unikt gods. Han arbetar gärna med en teknik som kallas reduktion.
Michael Anzengruberskapade prototypen till Vallentunamuggen. Han också medverkat i att ta fram en mugg med anledning till Gustav Vasas  500-årsjubileum. Han har också medverkat till restaurering av ett antal K-märkta byggnader, tex Thielska palatset.
Michael Anzengruber finns representerad på flera olika offentliga platser: Urnor till Kungliga teaterns foajé, Väggdekor till patienthotellet Danderyds sjukhus, Skulptur till Vallentunas Kretsloppsanläggning, Noaks Ark i
Gröndalsskolan, nockpannor till Dr. Axel Munthes gård i Leksand. Han har också haft ett antal separatutställningar i Chicago, Östersund, Täby, Norrtälje och Stockholm.